# オーバーな奴
『オーバーな奴』（Downhearted Duckling,1954年11月13日）は、『トムとジェリー』の作品の1つ。日本においては2025年1月1日以降パブリックドメインである。

## スタッフ
- 監督 - ウィリアム・ハンナ、ジョセフ・バーベラ
- 製作 - フレッド・クインビー
- 作画 - ケネス・ミューズ、エド・バージ、レイ・パターソン、アーヴン・スペンス
- 背景 - ロバート・ジェントル
- 音楽 - スコット・ブラッドリー

## 作品内容
ある日、ジェリーは泣き喚くアヒルの子を見つける。そのアヒルは童話『みにくいアヒルの子』に感化され、自身が醜いと思い込み自己嫌悪に陥っていたのだった。
ジェリーはアヒルを元気付けようとするが、既に精神もズタボロのアヒルは斧を使って手製のギロチンを作っての自殺を図る。慌てて止めに入ったジェリーのおかげでアヒルは命拾いするが、厭世観にかられて再度自殺を画策し、ちょうどそこにいたトムに自分を食べて欲しいと懇願する。トムは言われるままにアヒルを食べようとするが、ジェリーはそれを阻止する。こうして、子アヒルとトム、ジェリーのドタバタが始まる。
その間にもジェリーは、アヒルの容貌コンプレックスを解消しようとする。アヒルに顔面泥パックを施したり、頭の毛にカラーを当てたりしていると、またもトムがやってきた。しかし、あまりにも異様な姿の「顔面泥パックアヒル」に恐れを成し、一目散に逃げ出してしまった。
醜さゆえにトムにも逃げられたとアヒルの子はすっかり落胆。顔を紙袋で覆ってしまい、世話を焼いてくれたジェリーにも心を開かなくなる。ところが、そこへ通りかかった可愛らしい雌アヒルに顔を覗き込まれ容貌を褒められるや否や、それまでの悲観的思考が嘘の如く有頂天に舞い上がるアヒル。
思いがけず誕生したアヒルカップルの幸せそうに去り行く姿をジェリーはただ呆然と見つめるだけだった。

## 登場キャラクター
トム
自ら食べて欲しいと懇願する子アヒルを食べようとするがジェリーに阻止され、その後顔面に泥パックを塗った不気味な子アヒルの姿を見て逃げ出した。
ジェリー
子アヒルの自殺を思い留まらせ、彼の容姿コンプレックスを解消すべく助力する。
子アヒル
みじめな姿の自分に嫌気が差し自殺を図ろうとするもジェリーに阻止される。ジェリーの協力も虚しく（顔に泥パックをしていたせいで）トムにも逃げられたことでさらに自己嫌悪に陥るが、その後通りかかった雌アヒルに容貌を褒められると前向きに振る舞うようになった。
雌アヒル
偶然見かけた子アヒルの顔を覗き込み「可愛い」と評し、心を閉ざしていた彼を喜ばせる。
にわとりばあさん
ジェリーが間違えて引っ張り出したため、怒ってジェリーをつっついた。

## 日本でのテレビ放映
TBS系および他系列で、1964年から1990年頃まで時折放映された。